# سعید رسولی
سعید رسولی (زادهٔ ۱۳۶۶، در ساوه) وزنه‌بردار اهل ایران است. وی ورزش معلولان را به طور رسمی از سال ۱۳۸۱ و در رشته دو و میدانی آغاز کرد. یک نقره و یک برنز در ماده پرتاب دیسک و یک طلا و دو نقره در ماده پرتاب وزنه حاصل کار او در مسابقات کشوری بود.

## آغاز وزنه‌برداری
در مهرماه سال ۱۳۸۴ رشته وزنه‌برداری را به عنوان رشته ورزشی اصلی خود انتخاب کرد و در اسفند ماه
همان سال به تیم ملی جوانان هم دعوت شد. یک طلا و یک برنز حاصل کار او در مسابقات کشوری وزنه‌برداری
در طی سالهای ۸۴ و ۸۵ بوده‌است.

## افتخارات جهانی و بین‌المللی
- کسب مدال برنز در رده جوانان در مسابقات جهانی معلولان کره جنوبی ۲۰۰۶[۱]
- کسب مدال طلا در رده جوانان در مسابقات جهانی معلولان امریکا ۲۰۰۸[۲]
- عنوان نایب قهرمانی در رده جوانان در مسابقات جهانی معلولان  مالزی ۲۰۱۰
- کسب مدال طلا در مسابقات بین‌المللی معلولان لیبی در سال ۲۰۱۰ = جوانان [۳]
- کسب مدال نقره در مسابقات بین‌المللی معلولان در سال ۲۰۱۰ = بزرگسالان [۳]